# Фторид магния-калия
Фторид магния-калия — неорганическое соединение,
комплексная соль калия, магния и плавиковой кислоты с формулой KMgF3,
кристаллы,
не растворяется в воде.

## Получение
- Спекание фторида калия с хлоридом магния:

{\displaystyle {\mathsf {3KF+MgCl_{2}\ {\xrightarrow {T}}\ KMgF_{3}+2KCl}}}

## Физические свойства
Фторид магния-калия образует кристаллы
кубической сингонии,
пространственная группа P m3m,
параметры ячейки a = 0,39897 нм, Z = 1.
Не растворяется в воде.